# Ronald Coase
Ronald Harry Coase (Willesden (Londen), 29 december 1910 – Chicago, 2 september 2013) was een Brits econoom en hoogleraar Economie aan de Universiteit van Chicago.

## Loopbaan
Na zijn studie aan de Universiteit van Londen, van 1927 tot 1929, ging hij verder aan de London School of Economics. Daar studeerde hij af in 1931 en behaalde vervolgens zijn doctoraat aan de Universiteit van Londen in 1951. Hij emigreerde naar de Verenigde Staten ging werken aan de Universiteit van Buffalo. In 1958 verhuisde hij naar de Universiteit van Virginia. Uiteindelijk ging hij in 1964 naar de Universiteit van Chicago en werd hij de hoofdredacteur van de Journal of Law and Economics. Hij ontving de prijs van de Zweedse Rijksbank voor economie in 1991.

## Wetenschappelijke betekenis
Coase is het beroemdst geworden met met name twee artikelen. In The Nature of the Firm (1937) introduceert hij het begrip transactiekosten om de grootte van bedrijven te verklaren. In The Problem of Social Cost (1960) geeft hij aan hoe welomschreven eigendomsrechten het probleem van externe kosten zouden kunnen oplossen (stelling van Coase).
Coase was ook de bedenker van de vaak gebruikte uitdrukking If you torture the data long enough, it will confess ("als je de gegevens maar lang genoeg martelt zullen ze toegeven").
1969: Frisch, Tinbergen ·
1970 : Samuelson ·
1971: Kuznets ·
1972: Hicks, Arrow ·
1973: Leontief ·
1974: Myrdal, Hayek ·
1975: Kantorovitsj, Koopmans ·
1976: Friedman ·
1977: Ohlin, Meade ·
1978: Simon ·
1979: Schultz, Lewis ·
1980: Klein ·
1981: Tobin ·
1982: Stigler ·
1983: Debreu ·
1984: Stone ·
1985: Modigliani ·
1986: Buchanan ·
1987: Solow ·
1988: Allais ·
1989: Haavelmo ·
1990: Markowitz, Miller, Sharpe ·
1991: Coase ·
1992: Becker ·
1993: Fogel, North ·
1994: Harsanyi, Nash, Selten ·
1995: Lucas ·
1996: Mirrlees, Vickrey ·
1997: Merton, Scholes ·
1998: Sen ·
1999: Mundell ·
2000: Heckman, McFadden ·
2001: Akerlof, Spence, Stiglitz ·
2002: Kahneman, Smith ·
2003: Engle, Granger ·
2004: Kydland, Prescott ·
2005: Aumann, Schelling ·
2006: Phelps ·
2007: Hurwicz, Maskin, Myerson ·
2008: Krugman ·
2009: Ostrom, Williamson ·
2010: Diamond, Mortensen, Pissarides ·
2011: Sims, Sargent ·
2012: Roth, Shapley  ·
2013: Fama, Hansen, Shiller  ·
2014: Tirole  ·
2015: Deaton  ·
2016: Hart, Holmström ·
2017: Thaler ·
2018: Nordhaus, Romer ·
2019: Banerjee, Duflo, Kremer ·
2020: Milgrom, Wilson ·
2021: Imbens, Angrist, Card ·
2022: Bernanke, Diamond, Dybvig ·
2023: Goldin ·
2024: Acemoglu, Johnson, Robinson
- Bibsys: 13009731
- Bibliothèque nationale de France: cb12278813q (data)
- Catàleg d'autoritats de noms i títols de Catalunya: 981058511828906706
- CiNii: DA02331643
- Gemeinsame Normdatei: 119069156
- International Standard Name Identifier: 0000 0001 0933 518X
- Library of Congress Control Number: n80030662
- Nationale Bibliotheek van Letland: 000063862
- Bibliotheek van het Japanse parlement: 00464685
- Nationale Bibliotheek van Tsjechië: jn20000601177
- Nationale bibliotheek van Australië: 35029179
- Nationale Bibliotheek van Israël: 987007421403105171
- Nationale Bibliotheek van Polen: a0000002543276
- Nederlandse Thesaurus van Auteursnamen: 075168693
- Réseau des bibliothèques de Suisse occidentale: 02-A023310576
- LIBRIS: 181902
- SNAC: w69316rc
- Système universitaire de documentation: 031605702
- Trove: 459163
- Union List of Artist Names: 500245228
- Virtual International Authority File: 109637822
- WorldCat: E39PBJqfFJj3VBkXhV8pqRB9Dq